# 任兆麟
任兆麟（?—?），原名廷轔，字文田，一字心齋，江蘇震澤人。
約乾隆年間人。幼承家學，早年為諸生。嘉慶元年（1796年）丙辰舉孝廉方正。著有《竹居集》十三卷，《述記》四卷，《毛詩通說》二十卷，《春秋本義》十二卷，补遗《尸子》三卷、《附录》一卷等。其妻為张清溪，原名张允滋，字滋兰。